# Uwe Kliemann
Uwe Kliemann (Berlino, 30 giugno 1949) è un allenatore di calcio ed ex calciatore tedesco, di ruolo difensore.

## Carriera
In nazionale ha giocato una partita, nel 1975.

## Palmarès

### Giocatore

#### Competizioni nazionali
- Coppa di Germania: 1

Eintracht Francoforte: 1973-1974

#### Competizioni internazionali
- Coppa Piano Karl Rappan: 2

Herta Berlino: 1976, 1978